# Cattedrale di San Pietro (Moûtiers)
La cattedrale di San Pietro (in francese cathédrale Saint-Pierre de Moûtiers) è una cattedrale cattolica situata a Moûtiers, nella valle di Tarantasia, in Savoia, Francia. È stata inserita nell'elenco dei monumenti storici con una legge del 30 ottobre 1862, sostituita poi da un decreto di classificazione del 30 ottobre 1906.
In origine era la sede dell'arcidiocesi di Tarantasia, soppressa il 2 aprile 1802 in seguito al concordato che creò la diocesi di Chambéry-Ginevra. Divenne poi sede della nuova diocesi di Tarantasia dal 1825 al 1966, fino a quando un decreto della Santa Sede unì i tre vescovati di Chambéry, Tarantasia e Moriana nell'arcidiocesi di Chambéry, San Giovanni di Moriana e Tarantasia.

## Storia

### Origine
La diocesi di Tarantasia fu eretta nel V secolo, ma della prima cattedrale originaria non rimane nulla. Una lettera di papa Leone I del 450 indica la diocesi come suffraganea della sede metropolitana di Vienne.
Il primo testo che menziona l'attuale edificio è l'omelia pronunciata nel 517 da Sant'Avito di Vienne in occasione della dedicazione della cattedrale, fatta costruire dal vescovo locale Sanzio tra il 517 e il 525 (dicta in basilica sancti Petri quam Sanctus episcopus Tarantasiae condidit). L'omelia menziona come questa nuova cattedrale fosse stata costruita in sostituzione di un'altra divenuta ormai troppo piccola. La cattedrale fu poi consacrata dallo stesso Avito entro il 525.
È probabile che, come accaduto a Ginevra, Lione e altre sedi vescovili circostanti, anche a Moûtiers sia stato edificato un intero complesso episcopale, comprendente il palazzo vescovile, la chiesa parrocchiale e il battistero. Scavi effettuati nel XIX secolo hanno infatti permesso di rinvenire i resti di un edificio circolare poco lontano dall'abside della cattedrale.
Nel corso del X secolo, i Saraceni fecero diverse incursioni nelle Alpi, arrivando anche a Moûtiers, dove probabilmente distrussero almeno in parte la cattedrale. La zona rimase soggetta a razzie saracene fino al 973, quando il conte di Provenza Guglielmo I distrusse la loro roccaforte di Frassineto nella battaglia di Tourtour.

### Ricostruzione e interventi successivi
Nel 996, re Rodolfo III investì gli arcivescovi di Tarantasia da Amizone in poi del titolo di “conti” di Tarantasia con la Carta di Rodolfo III (anche se in realtà inizialmente concesse loro il comitatus solo su parte della valle). Quando il regno di Borgogna passò a Corrado II, fu incorporato nel Sacro Romano Impero e gli arcivescovi di Tarantasia divennero così principi dell'Impero. Questo titolo darà loro notevoli mezzi finanziari che permetteranno di ricostruire la loro cattedrale. I diritti degli arcivescovi-conti saranno confermati nel 1186 da Federico Barbarossa con una bolla d'oro.
Nell'XI secolo, l'arcivescovo (forse Amizone stesso o un suo immediato successore) si adoperò per ricostruire la cattedrale che era stata danneggiata durante le incursioni saracene. Contemporaneamente alla chiesa furono ricostruiti anche il palazzo arcivescovile sulla riva dell'Isère, a sud, e il chiostro che dava sulla piazza, a nord.
Di questa cattedrale romanica rimangono intatti oggi solo il coro e l'abside. Era attorniata da quattro torri, di cui se ne conservano solo due, una delle quali, quella più settentrionale, funge ora da campanile. Il coro era decorato con vari affreschi, di cui oggi si conservano solo poche parti. Sotto il coro era presente una cripta, anch'essa risalente all'XI secolo, che fungeva da martyrion dove venivano esposte le reliquie. La presenza della cripta faceva sì che il coro fosse sollevato rispetto al resto della chiesa.
Gli ultimi studi sulla cattedrale hanno dimostrato che essa fu costruita in due fasi distinte: la parte orientale fu edificata intorno al 1020, mentre quella occidentale e la navata risalgono intorno al 1050. Dell'originale navata romanica sopravvive oggi solo il muro meridionale, che è stato riutilizzato.
La cattedrale fu restaurata dall'arcivescovo Pietro II tra il 1141 e il 1175. Il suo biografo riporta che dotò la navata di volte in pietra (mentre il corone ne era già provvisto).
Il 25 luglio 1454, il cardinale Jean d'Arces, arcivescovo-conte di Tarantasia, fece edificare nella cattedrale la cappella degli Innocenti. Successivamente fu sempre lui a far ricostruire parte della cattedrale in stile gotico, compresa la facciata. Una lapide apposta a sinistra del portale indica per questo restauro la data del 1461 e cita il nome del capomastro: François Cirgat.
Nel XVII secolo, l'arcivescovo François-Amédée Milliet de Challes et d'Arvillars si occupò di ristrutturare e trasformare la cattedrale per renderla conforme alla liturgia definita nel Concilio di Trento tramite una serie di interventi, tra cui:
- ricoprimento con uno strato di intonaco degli originali affreschi dell'XI secolo che decoravano il coro,
- distruzione della cripta con conseguente abbassamento del livello del coro (l'arcivescovo giustificò la distruzione sostenendo che la cripta rappresentava un rischio per la stabilità dell'abside),
- creazione di aperture nei controventi del transetto per migliorarne l'illuminazione,
- costruzione della cupola con lanterna alla crociera del transetto (ad opera di Louis Billot).

Questi interventi furono compiuti tra 31 ottobre 1669 e il 1 aprile 1671.
Nel 1686 fu realizzato il portale all'ingresso del cortile antistante alla cattedrale. Fu distrutto durante la Rivoluzione e ricostruito nel 1864.

### Demolizioni del periodo rivoluzionario
Con l'arrivo delle truppe francesi nel 1792, la cattedrale fu trasformata in un tempio della Ragione.
Nel 1793, il rappresentante in missione Antoine Louis Albitte decise che i campanili dovevano essere abbattuti perché violavano il principio di uguaglianza. Purtroppo, questa incauta opera di demolizione destabilizzò l'intera struttura portando al crollo delle volte romaniche e gotiche il 24 dicembre 1794 .
Dopo la morte dell'arcivescovo nel 1793, il clero locale si rifugiò in Piemonte. Bisognerà attendere il Concordato del 1801 per vedere ripristinata la posizione della Chiesa a Moûtiers, anche se l'arcivescovado di Tarantasia fu soppresso a favore di Chambéry, la cui diocesi si estese sui dipartimenti di Savoia e Alta Savoia, sul Cantone di Ginevra e sul Pays de Gex.
Dopo la caduta dell'Impero nel 1815, la Savoia tornò sotto la sovranità del Re di Sardegna.

### Restauro della cattedrale
Chambéry divenne arcidiocesi nel 1817 e la diocesi di Tarantasia fu ristabilita nel 1825 insieme a quella di Moriana. Il nuovo vescovo, Antoine Martinet, trovò una cattedrale in rovina. Nel 1827 si diede inizio all'opera di ricostruzione. I lavori furono affidati agli architetti Ernesto Melano e Sogno. La navata venne ricostruita ex novo in stile classico. La decorazione fu affidata all'affreschista Casimir Vicario (lo stesso che in seguito realizzerà anche gli affreschi della cattedrale di San Francesco di Sales di Chambéry), che dipinse anche le figure della cupola. La cattedrale fu benedetta il 31 ottobre 1829 e riconsacrata il 3 luglio 1831. Fu inserita nell'elenco dei monumenti storici il 30 ottobre 1862.
Nel 1869 fu aperta una nuova cappella nella navata laterale.
Nel 1882, l'architetto Borrel ricostruì la cripta romanica e riportò alla luce parte dell'impianto decorativo fatto coprire nel XVII secolo.

## La struttura attuale
La cattedrale è costruita secondo una pianta a croce latina. La navata centrale è a quattro campate voltate a crociera con due navate laterali della stessa altezza; è attraversata da un transetto aggettante con cupola con lanterna alla crociera.

Il coro occupa una sola campata con volta a crociera fiancheggiata da due cappelle che si trovavano alla base delle due torri orientali distrutte durante la Rivoluzione e delle quali solo la torre nord è stata ricostruita dopo il 1860. Il coro termina con un'abside con volta a semi-cupola.

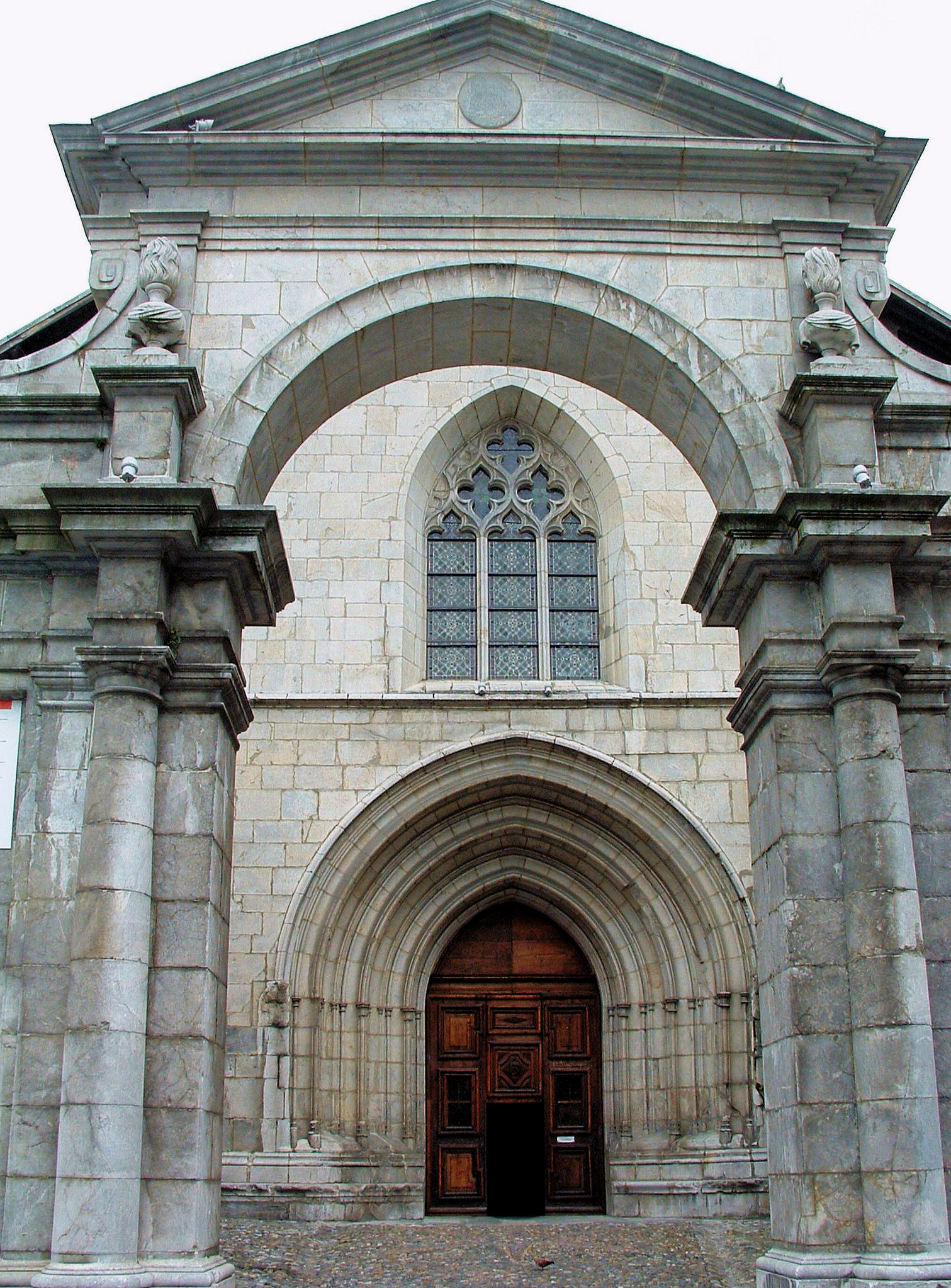
Un portale barocco dà accesso al sagrato della cattedrale, la cui facciata risale al XV secolo
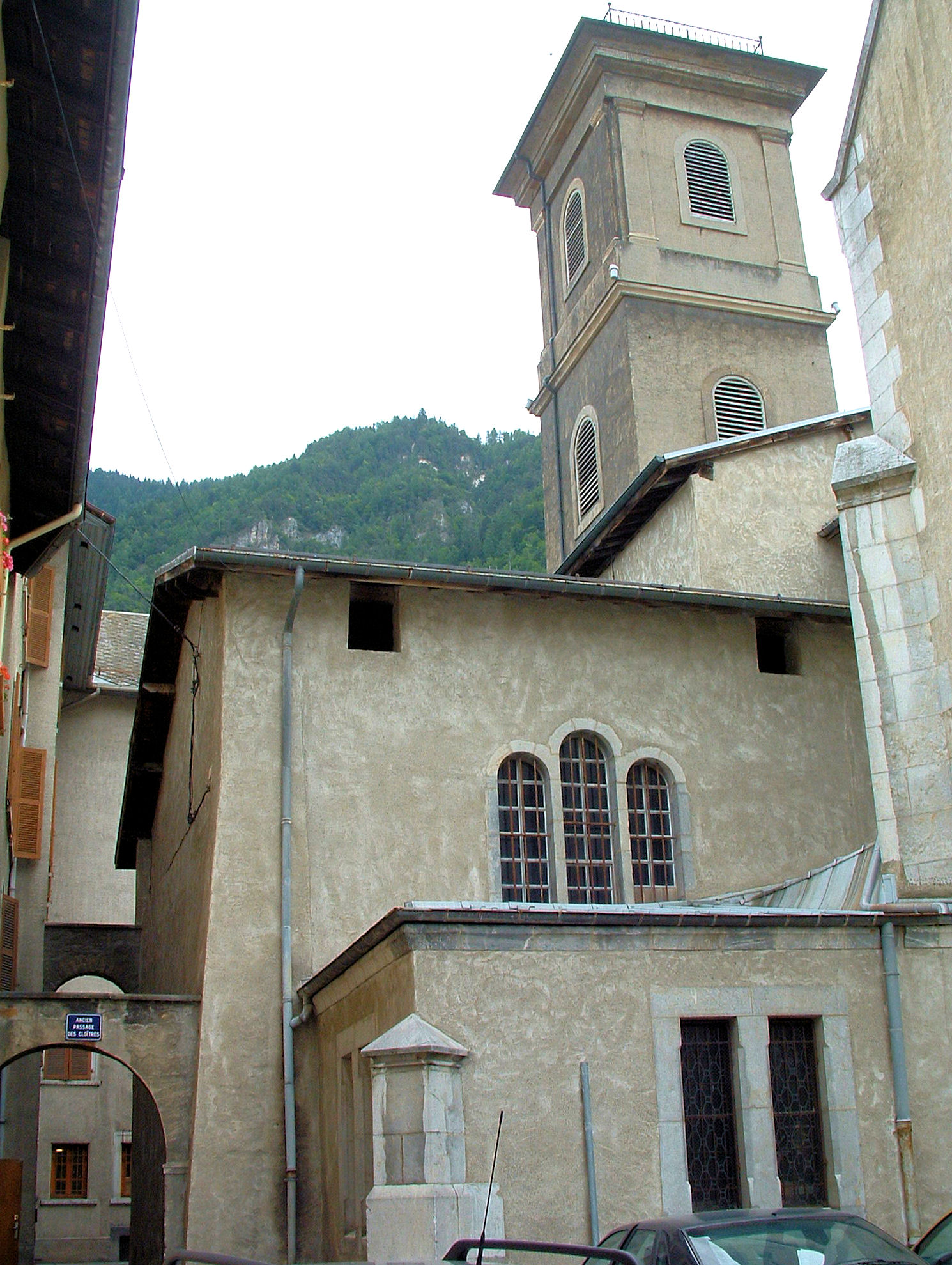
Esterno della cappella laterale e torre orientale
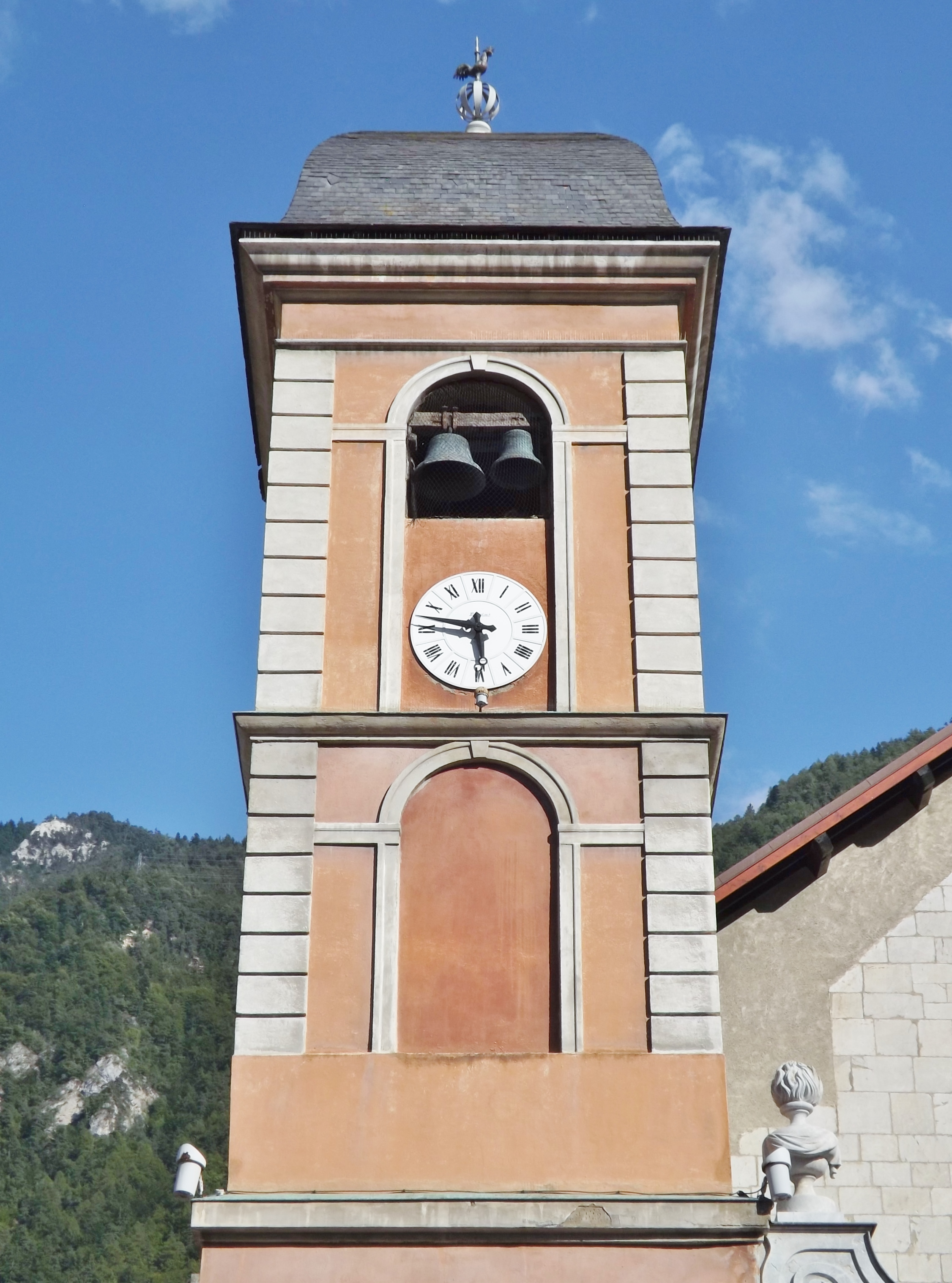
Torre campanaria
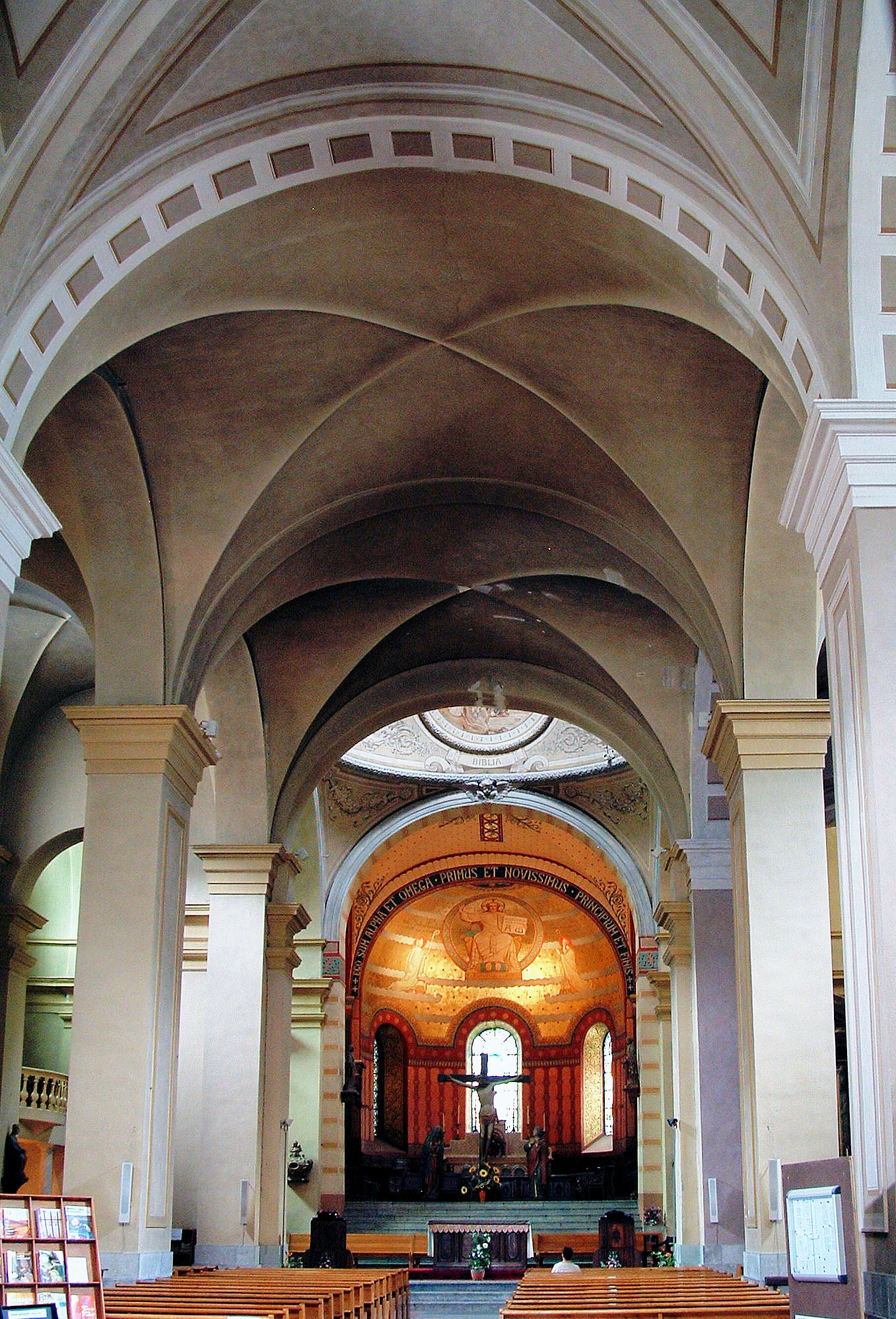
La navata ricostruita nel 1827
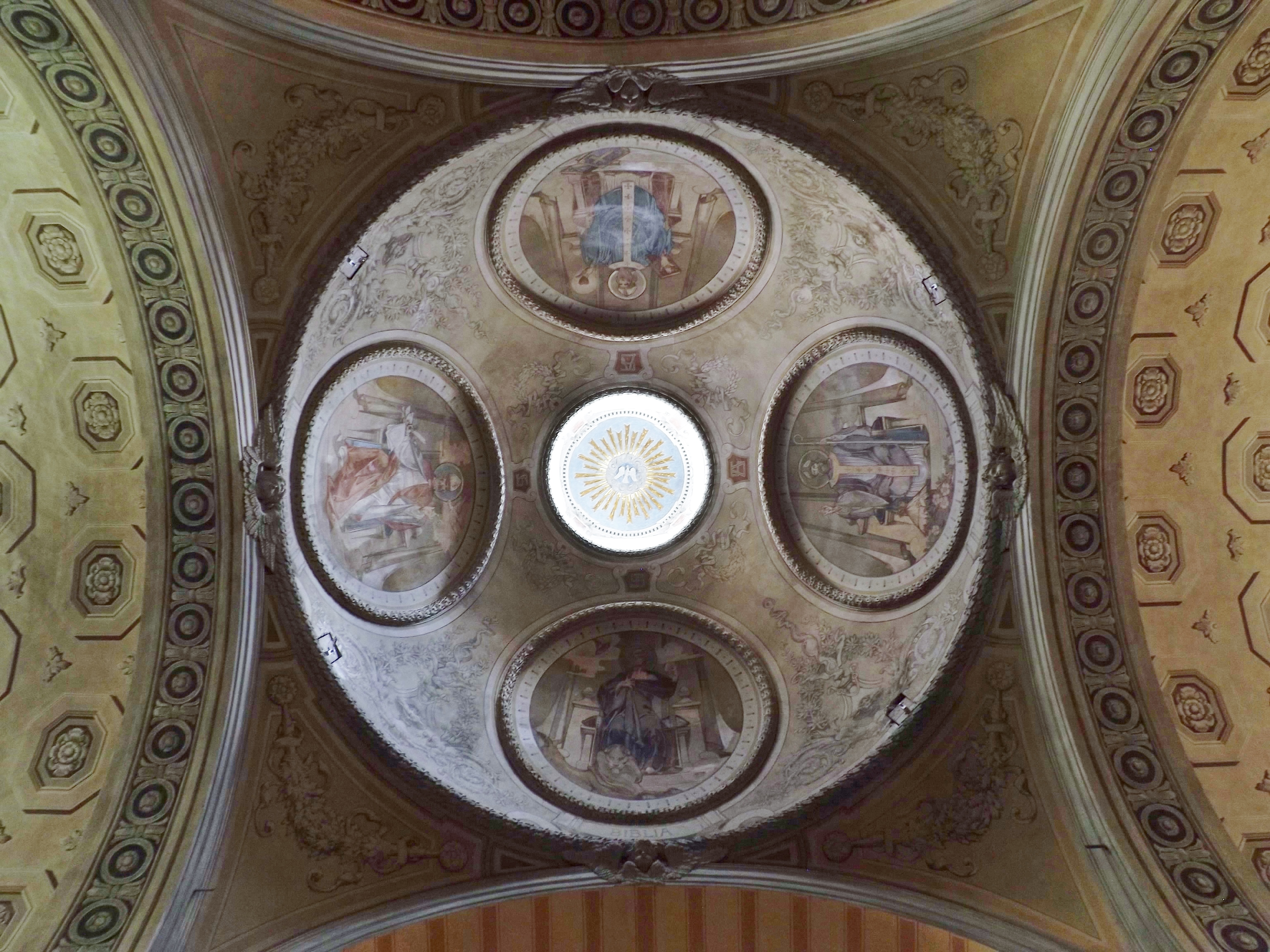
La cupola affrescata nel 1829 da Casimir Vicario

## Sepolture
Il conte Umberto II di Savoia venne seppellito all'interno della cattedrale di Moûtiers nel 1033. La sua tomba è tuttavia andata perduta, probabilmente durante le demolizioni del periodo rivoluzionario.